# Humboldt Fog
Humboldt Fog est une marque commerciale apposée sur un fromage de chèvre fabriqué par Cypress Grove Chevre, une entreprise d'Arcata, dans le comté de Humboldt en Californie. Cette marque déposée porte le nom du brouillard océanique qui envahit la baie de Humboldt.
Il s'agit d'un fromage à pâte pressée non cuite de lait pasteurisé de chèvre.
À des fins décoratives, il est partagé, à mi-hauteur, d'une fine couche de cendre copiant l'aspect du morbier, le fromage français, et est recouvert d'une autre légère couche de cendre.
Son goût révèle un arôme de citron, une saveur développée dans la partie affinée superficielle mais globalement peu typée.
Il est fabriqué sous formes pressées de 0,400 ou 2,260 kg.